# 森田千賀三
森田 千賀三（もりた ちかぞう、1914年10月28日 - 1999年8月12日）は、日本の経営者。東洋信託銀行社長を務めた。大阪府出身。

## 経歴
1940年に京都帝国大学法学部を卒業し、同年に三和銀行に入行。1965年11月に取締役に就任し、1968年11月に常務、1971年11月に専務を経て、1974年11月に社長に就任。1983年6月に会長に就任し、1991年6月に取締役相談役を経て、1995年6月には相談役に就任。
1978年11月に藍綬褒章を受章し、1984年11月に勲二等瑞宝章を受章。
1999年8月12日、死去。84歳没。